# Cornelis Ketel
Cornelis Ketel, oppure Cornelius Ketel (Gouda, 1548 – Amsterdam, 1616), è stato un pittore olandese.

## Biografia

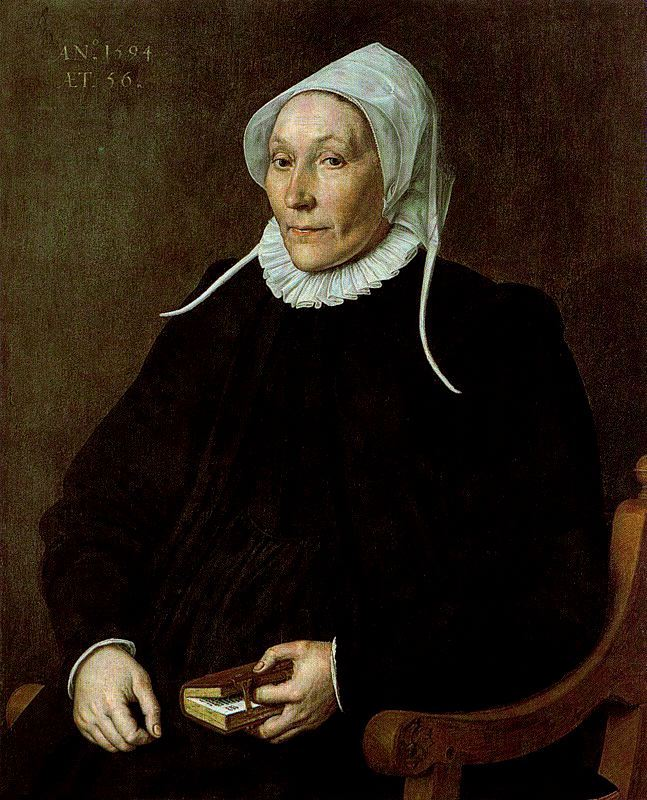
Ritratto di donna di cinquantasei anni, 1594, Museo Thyssen-Bornemisza

Ketel si formò artisticamente dapprima nella bottega dello zio Cornelis Jacobsz Ketel, successivamente nel 1565 da Anthonie Blocklandt (1533-1583),
a Delft, e infine si perfezionò soggiornando a Parigi, dove visse con Jean de la Hame, pittore di corte di re Carlo IX, e per un anno a Fontainebleau, nel 1566, dove aderì alla scuola di Fontainebleau, e formò il suo gusto per l'allegoria manierista.
Quando nel 1567, assieme agli immigrati olandesi, venne espulso dalla Francia per opera di Carlo IX, si trasferì a Gouda e in un secondo tempo in Inghilterra (1573-1581).
A Londra, Ketel si specializzò come ritrattista di costume, a mezzo busto, con figure singole o a gruppi, secondo lo stile di Hans Eworth (1520-1574), come evidenziarono le sue opere più importanti di quegli anni, quali Ritratto della regina Elisabetta d'Inghilterra (1578), Ritratto di giovane sedicenne (1576).

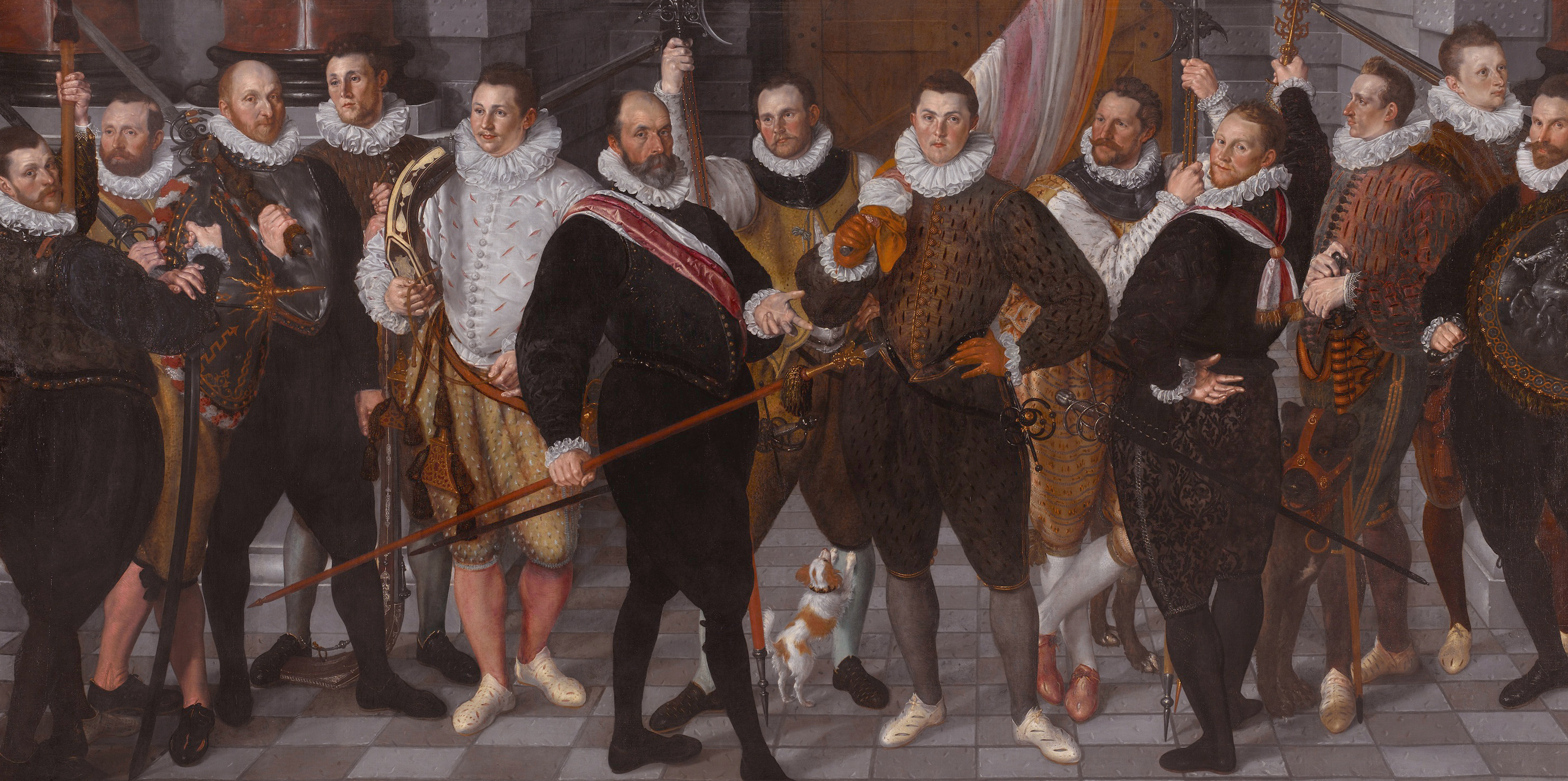
Compagnia del Capitano Dirck Jacobsz, Rosecrans e Lieutenant Pauw, 1588, Amsterdam, Rijksmuseum

Una volta trasferitosi ad Amsterdam, vi introdusse il ritratto di gruppo ai borghesi olandesi ottenendo un grande successo, ed eseguì nel 1587 le decorazioni in onore dell'entrata del conte di Leicester, oltre a realizzare in questo periodo i suoi migliori ritratti, come La compagnia del capitano Dirck Jacobsz Rosencranz (1588), e una serie di riuscite allegorie (Lo specchio delle virtù).
Verso la fine del secolo, Ketel sperimentò una pittura senza pennelli, ma eseguita con le dita delle mani e dei piedi.
Ketel si dedico non solamente alla ritrattistica, ma anche ad opere di tematica mitologica e biblica, che però sono note solo attraverso disegni e stampe.
Tra i suoi allievi si possono menzionare il ritrattista Cornelis van der Voort, il danese Pieter Isaacsz e Wouter Pietersz Crabeth.
Ketel subì un ictus nel 1613 e morì ad Amsterdam tre anni dopo.
Artista manierista versatile, poeta e scultore, seguì le influenze dell'Iconologia del Ripa, e di una concezione simbolica del mondo.

## Opere principali
- 1574: Ritratto di Edward Finnes di Clinton, Londra,  National Portrait Gallery;
- 1578: Ritratto di Thomas Pead, Denver,  Art Museum;
- 1578: Ritratto della regina Elisabetta d'Inghilterra;
- 1581/1590?: Allegoria con specchio, Amsterdam;
- 1588: La compagnia del Capitano Dirck Jacobsz Rosecrans, Amsterdam, Rijksmuseum;
- 1590: Ritratto di Dirck Barendsz, Amsterdam, Rijksmuseum;
- 1594: Ritratto di donna di cinquantasei anni, Madrid, Museo Thyssen-Bornemisza;
- 1601: Ritratto di un uomo, Rotterdam, Museo Boijmans Van Beuningen;
- ????: La famiglia, Utrecht.